# Val Pellice
Pour un article plus général, voir Pellice.

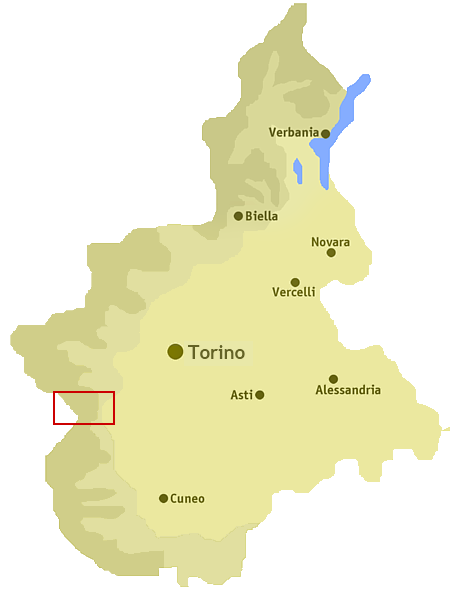
Localisation de la vallée sur la carte du Piémont

Le val Pellice ou val Pellis (en italien : val Pellice) est une vallée du Piémont située dans la ville métropolitaine de Turin au sud du val Cluson et au nord du val Pô. À l'ouest se trouve la frontière avec la France et à l'est la plaine du Pô.
Son nom est issu du Pellice, torrent qui la parcourt. Par le passé elle était appelée Valle di Luserna.

## Géographie

### Géomorphologie
La vallée a une superficie d’environ 30 000 hectares. Dans le fond de la vallée, qui est relativement plat, se trouvent les communes de Bibiana et Bricherasio.
La vallée n'a pas de communication routière avec la France voisine.

### Sommets
Les sommets entourant la vallée appartiennent aux Alpes cottiennes.
Les principaux sommets qui entourent la vallée sont :
- Mont Granero - 3 170 m
- Mont Meidassa - 3 105 m
- Bric Bucie - 2 998 m
- Mont Manzol - 2 933 m
- Mont Palavas - 2 929 m
- Pointe Cornour - 2 868 m
- Pointe Cialancia - 2 855 m
- Pointe Agugliassa - 2 791 m
- Mont Friolànd - 2 738 m
- Pointe Chiarlea - 2 590 m
- Mont Giulian - 2 547 m
- Pointe Lausarot - 2 481 m
- Grand Truc - 2 366 m
- Pointe Vergia - 2 327 m
- Mont Vandalino - 2 121 m

### Cols
Les principaux cols sont :
- col Lacroix - 2 298 m - vers le Queyras
- col Giulian - 2 451 m - vers le val Germanasca
- col d'Urine - 2 525 m - vers le Queyras
- col de la Gianna - 2 525 m - vers le val Pô
- col Seilliere - 2 851 m - vers le Queyras
- col Dar Moine - 2 692 m - vers le val Pô
- col de la Vaccera - 1 461 m - vers le val Cluson

### Voies de communication
De 1882 à 2012, le val Pellice a été desservi par la ligne ferroviaire Pignerol - La Tour. Les gares dans la vallée étaient Torre-Pellice, Luserna-San Giovanni et Bibiana.

## Histoire
L'Église évangélique vaudoise (en italien Chiesa Evangelica Valdese) est la principale Église actuelle issue de la prédication de Vaudès (aussi connu sous le nom de Pierre Valdo ou Pierre Valdès). On parle également de « valdéisme ». Plus ancienne Église protestante italienne, elle est présente principalement en Italie, dans les Vallées vaudoises du Piémont, avec des antennes en Amérique du Sud. Elle est adhérente de l'Alliance réformée mondiale et de la Conférence des Églises protestantes des pays latins d'Europe.

## Culture
Radio Beckwith Evangelica (RBE) est une radio italienne et une radio communautaire liée à l'Église évangélique vaudoise. Elle est jumelée avec Ràdio Occitània. Son siège social est à Luserna San Giovanni, dans les Vallées vaudoises du Piémont.

### Gastronomie
Le val Pellice a conservé certains produits typiques au fil des siècles, différents de ceux qui caractérisent le reste de la cuisine piémontaise. Parmi ceux-ci, le fen saras (un type de ricotta raffinée) et le salami tel que l'amoursun (à base de gorge de porc pressée et conservée avec du sel et des épices) et de la moutarde.
Le plat typique de la vallée est le supa barbetta (soupe) un plat typique du Piémont qui se compose des baguettes de pain superposées dans la tomme et mouillée avec du bouillon.

## Économie

### Tourisme

#### Randonnée et alpinisme
Dans le val Pellice, des refuges alpins permettent des randonnées en altitude :
- Refuge Willy Jervis - 1 732 m
- Refuge Battaglione Alpini Monte Granero - 2 377 m
- Refuge Barbara Lowrie - 1 753 m